# كولي ايزيه
كولي ايزيه (بالإنجليزية: Colly Ezeh)‏ (10 ديسمبر 1979 بنيجيريا - ) هو مدرب كرة قدم ولاعب كرة قدم نيجيري في مركز الدفاع. شارك مع منتخب هونغ كونغ لكرة القدم. أما مع النوادي، فقد لعب مع نادي سون هي ونادي موهون باغان وHappy Valley AA ‏ وهونغ كونغ رينجرز وAbahani Limited Dhaka ‏ وFukien AC ‏ وSai Kung Friends FC ‏ وDouble Flower FA ‏ وMutual FC ‏ وTuen Mun SA ‏ وShatin SA ‏.